# Edwin Holmes (vynálezce)
Edwin Holmes (25. dubna 1820 – 1901) byl americký obchodník, který se zasloužil o vynález a komercializaci elektromagnetického poplašného zařízení a vytvoření prvních poplašných zařízení proti vloupání.

## Život
Edwin Holmes se narodil ve městečku West Boylston v Massachusetts matce Sally Graves a otci Thomasi Holmesovi. Edwin si vzal za ženu Elizu Ann Richardsonovou, se kterou měl 4 děti, 2 dcery a 2 syny. Jedna z jeho dcer Ella Holmes White přežila potopení Titanicu.
Podnikat začal roku 1849 v Bostonu. Prodával domácí potřeby a tak získal zkušenosti, které mu později pomohly při založení firmy na poplašná zařízení proti vloupání.

## Poplašné zařízení
Alarm byl patentován roku 1853 Reverendem Augustem Russellem Popem (1819–1858) ze Somerville ve státě Massachusetts.
Edwin získal od Popea práva na patent roku 1857 za 1500 amerických dolarů a vyrobil toto zařízení ve své továrně v Bostonu. S prodejem alarmu začal v roce 1858. Jeho syn Edwin Thomas Holmes převzal jeho firmu po jeho smrti a zdokumentoval jeho život v knize A Wonderful Fifty Years.
Zpočátku lidé nedůvěřovali elektřině a podnikání se nedařilo. Proto Edwin v roce 1859 přesídlil firmu do New Yorku, který byl považován za „ráj pro zloděje“. Zde roku 1866 nainstaloval 1200 poplašných zařízení domů a zahájil úspěšný marketing mezi firemními zákazníky.
V roce 1877 založil první síť alarmů monitorovaných centrální stanicí v New Yorku a poslal svého syna, aby tento systém zkopíroval do Bostonu. Edwin Thomas však zjistil, že síť může místo pokládání svých vlastních kabelů využívat již existující telefonní kabely. Tímto způsobem rychle nainstaloval 700 poplašných alarmů a tento postup jeho otec zkopíroval v New Yorku. Roku 1878 se Holmes stal prezidentem nově založené společnosti Bell Phone Company. I když o dva roky později své podíly prodal (za 100 000 dolarů), ponechal si svá práva používat firemní telefonní linky pro svůj poplašný systém. Použití elektřiny pro pouliční osvětlení v roce 1880 změnilo trh, protože lidé začali přijímat elektrické modely. Společnost American Telephone and Telegraph Company koupila v roce 1905 podnik Holmes Burglar a propojila jej se systémy nouzového volání pro kontaktování policie a hasičského personálu.